# جين ميلر
جين ميلر (بالإنجليزية: Gene Miller)‏ هو صحفي أمريكي، ولد في 1928، وتوفي في 2005 بسبب سرطان.